# 장소 (동오)

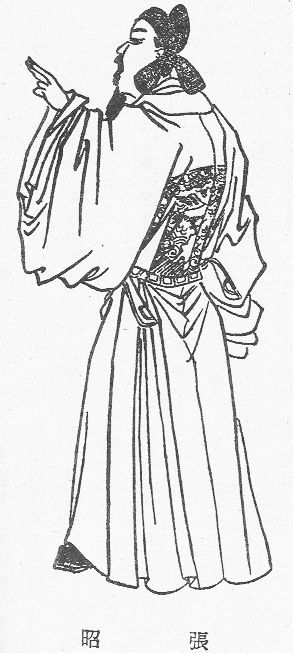
장소

장소(張昭, 156년 ~ 236년)는 중국 삼국시대 오나라의 문관이다. 자는 자포(子布)로 서주 팽성국(彭城國) 사람이다. 손책의 유명을 받들어 손권을 보좌하여 보오장군(輔吳將軍), 누후(婁侯)에 책봉되었다. 시호는 문후(文侯)이다.

## 행적

### 출사 전
어려서부터 학문을 좋아했고, 예서에 뛰어났다. 낭야 사람 조욱, 동해 사람 왕랑과 함께 명성을 날리고 친교를 맺었다. 약관의 나이에 효렴으로 천거되었으나, 나아가지 않았다. 서주자사 도겸이 무재로 천거했으나, 응하지 않았고, 도겸은 자신을 가벼이 여겼다고 여겨 잡아들였다. 조욱이 힘을 다해 구출하여 석방되었다.

### 손책 시절
후한 말, 세상이 어지러워, 남쪽으로 장강을 건너 양주로 옮겼다. 손책이 창업하자 장사(長史), 무군중랑장(撫軍中郞將)이 되었고 문무의 일을 그에게 물어서 처리할만큼 정치에 능하였다. 손책은 임종 직전에 장소에게 아우 손권을 부탁했다. 《오력》에 따르면, 손책은 장소에게 손권에게 일을 맡길 수 없거든 대신 취하도록 일렀는데, 연의에서는 유비가 죽기 전 제갈량에게 유선을 맡기면서 이와 같은 말을 했다.

### 손권의 중신
건안 5년(200년), 손책이 죽은 후, 여러 관료들을 이끌고 뒤를 이은 손권을 보좌했다. 손권이 울음을 그치지 않자, 주공의 아들 백금이 주공이 세운 상례를 따르지 않은 고사를 들어 상복을 바꿔입고 군대를 순시하게 하니, 이런 후에 사람들은 마음이 돌아갈 곳이 있음을 알았다. 당시 손권에게 의탁하고 있는 선비들은 자신의 안위에 따라 머물 곳을 결정하였으므로 스스로 신하로 여기지 않았는데, 장소와 주유 등은 손권이 함께 대업을 이룰 수 있으리라고 여기고 마음을 맡기고 손권에게 복종했다. 또 손권의 장사가 되었고, 맡은 바는 이전과 같았다. 《오서》에 따르면, 손권이 정벌을 나갈 때 장소를 뒤에 남겨 지키고 막부의 일을 거느리게 했다. 손권이 합비를 칠 때 장소는 따로 명령을 받아 광기를 치고, 또 여러 장수를 거느리고 예장의 도적을 쳐부쉈다. 그로부터는 장수가 되는 일은 드물었고, 손권의 곁에서 모신으로 섬겼다.
건안 14년(209년), 유비가 손권으로 거기장군을 대행하게 했을 때, 장소는 군사가 되었다.
황초 2년(221년), 위나라에서 사자 형정을 보내어 손권을 오왕에 봉했다. 형정이 궁궐 문에 들어서고도 수레에서 내리지 않으므로, 장소는 형정의 무례함을 꾸짖고 협박하여 형정은 수레에서 곧 내렸다. 장소는 수원장군에 임명되었고, 유권후에 봉해졌다.
《삼국지》장엄정감설전에 따르면, 엄준을 천거한 이가 바로 장소였다. 또, 주유노숙여몽전에 따르면 여몽으로 그 처남이며 손책의 중신 등당의 뒤를 잇게 했다.

### 잦은 간언, 갈등
손권은 항상 사냥을 하였으며, 언제나 말을 타고 호랑이를 쏘았는데, 호랑이가 갑자기 앞으로 나와 말안장을 잡아당기기도 했다(건안 23년(218년) 10월, 손권은 오군에서 호랑이 사냥을 하였다는 기록이 《삼국지》 오주전에 있다). 장소는 안색이 바뀌어 앞으로 나아가 이런 일을 그만두도록 간하였다. 손권은 이것은 그만두었으나, 특별히 호랑이 사냥용 수레를 만들어 사방을 막고 덮개는 두지 않으면서, 수레 안에서 호랑이를 쏘았다. 때때로 미친 짐승이 수레를 범하기도 했으나, 손권은 매양 이를 쳐버리며 즐거워했다. 비록 장소가 간언하여 쟁론했으나, 손권은 웃기만 하고 대답하지 않았다.
손권이 무창에 있을 때, 조대에 나가 크게 취하도록 술을 마시고, 신하들에게 술을 주고 취하여 대에서 떨어지도록 즐기고자 하였다. 장소는 정색하고 말을 하지 않고 좌중을 나갔다. 손권이 사람을 불러 돌아오게 하고 자신은 그저 즐기고자 할 뿐이라고 하였는데, 장소는 옛 은의 주왕이 질펀하게 술을 마실 때에도 즐기고자 할 뿐이었고, 이를 나쁘게 여기지 않았다고 했다. 손권은 부끄럽게 여기고, 주연을 파했다.
당초, 손권이 승상을 두었을 때, 중의는 장소를 승상으로 삼는 데 있었으나, 손권은 손소를 승상으로 삼았다. 황무 4년(225년), 손소가 죽자 백관들은 다시 장소를 추대했으나, 손권은 장소의 성정이 강직하므로 마뜩찮게 여기고 고옹을 승상으로 삼았다.
황룡 원년(229년), 손권이 제위에 오르자, 장소는 늙고 병들었으므로 관위와 통수권을 내놓고 물러났다. 손권은 장소를 보오장군으로 임명하고, 대우를 삼사에 버금가게 했으며, 고쳐 누후에 임명하고, 식읍은 1만 호로 정했다. 《강표전》에 따르면 손권이 제위에 오르자 백관을 모으고 주유에게 공적을 돌렸다. 장소는 주유가 공덕을 도운 것을 기리고자 했는데, 입을 열기도 전에 손권이 면박을 주었으므로 땅에 엎드려 땀을 흘렸다. 장소는 손권에게 존경받았지만, 주유, 노숙 등의 의논을 논박한 것 때문에 재상이 되지 못했다.
황룡 3년(231년) 10월, 공손연이 오의 번국이 되기를 청했다. 손권은 기뻐하여 사신 장미와 허안을 요동에 보내 공손연을 연왕에 임명하려 했다. 당시 군신들의 논의는 반대였는데, 장소 역시 이것은 공손연의 본심이 아니라 하여 간언했다. 손권과 장소의 논쟁은 더욱 깊어졌고, 손권은 감당하지 못해 칼을 만지며 장소를 협박했다. 장소는 자기 말이 쓰이지 않을 줄 알면서도 옛날 오태부인의 조명을 받았기에 항상 충성을 다했다며 울었고, 손권은 칼을 던지고 장소와 함께 울었으나, 결국 장미와 허안을 공손연에게 보냈다. 장소는 분히 여겨 병을 칭탈하여 조회에 나오지 않았고, 손권도 이를 한하여 장소 집 문을 흙으로 막았다. 과연 공손연은 장미와 허안을 죽였다. 손권은 여러 번 장소를 위로하고 사과했지만, 장소는 완고하게 일어나지 않았다. 손권이 이로 인해 궁궐 문을 나와 문 앞에서 장소를 불렀지만, 장소는 질병이 중하다며 사양했다. 손권은 문에 불을 질러 장소를 협박했으나, 장소는 다시 방문마저 닫았다. 손권은 사람들을 시켜 불을 끄고, 문 밖에서 오래 있었다. 장소의 여러 아들들이 함께 장소를 붙들어 일으켜, 손권은 장소를 수레에 태워 궁으로 돌아왔고, 심히 자신을 꾸짖었다. 장소는 부득이하여 이후 조회에 참석했다. 《삼국지》시의호종전에서는 이때 호종의 힘이 있었기에 손권과 장소가 화합할 수 있었다고 전한다.
장소는 용모가 당당하고, 근엄하며, 위풍이 있었으므로, 손권은 항상 가로되 “나는 장공과 함께 말하면, 감히 망언을 못 하오.”라 했다. 모든 나라가 그를 꺼렸다.

### 죽음
가화 5년(236년), 장소는 81세로 세상을 떠났다. 손권은 소복을 입고 조문했으며, 시호를 내려 문후라 했다. 장소의 일가인 장씨는 호족연합정권인 동오 정계에서 한 세력을 구축했으나 이궁의 변 때 풍비박산난다.

### 학자의 면모
출사하기 전, 백후 자안에게 《좌씨춘추》를 배웠다. 왕랑과 함께 옛 군주들의 휘사(諱事)를 논했는데, 진림 등이 모두 일컬어 좋다고 했다.
손권이 제위에 오르고 은퇴하였을 때, 집에서는 일이 없어 《춘추좌전해》와 《논어주》를 지었다. 손권이 일찍이 위위 엄준에게 어렸을 적에 외운 책을 암송하고 있는지 묻자, 엄준은 호경의 〈중니거〉를 외웠다. 장소는 “엄준은 비루한 서생입니다. 신이 폐하를 위해 외우기를 청합니다.”라 하고, 〈군자지자 상〉을 외었다. 모두 장소가 외운 바를 알고 있다고 여겼다.

## 장소의 친족관계

### 관련 인물
- 장승
- 장휴

## 같이 보기
- 삼국지 인물 목록
- 진수 (서진)
- 나관중
- 배송지